# Doom and Gloom
〈Doom and Gloom〉은 롤링 스톤스의 50주년 기념 컴필레이션 음반인 《GRRR!》에서 가져온 리드 싱글이다. 2012년 10월 11일 BBC 라디오 2에서 초연되었다. 이 곡의 녹음은 믹 재거, 키스 리처즈, 찰리 와츠, 로니 우드가 2005년 음반 《A Bigger Bang》을 완성한 이후 7년 동안 스튜디오에 함께 있었던 첫 번째 녹음이다. 같은 날 유튜브를 통해 가사 영상이 공개됐다.
이 곡은 2012년 10월 영국 싱글 차트 61위, 《빌보드》 재팬 핫 100 26위, 《빌보드》 록 송 차트 30위에 올랐다.
《롤링 스톤》은 〈Doom and Gloom〉를 2012년 역대 최고의 곡을 18위로 선정했다.

## 구성
이 곡의 오프닝 리프는 재거가 연주한다. 리처즈는 재거가 이 곡의 원동력이 되고, 재거가 오프닝 리프를 연주하는 것에 대해 이렇게 말했다. "나는 전혀 신경 안 써요. 내가 가르쳐 주지 않았더라면 그는 그런 연주를 배우지 못했을 거예요."

## 뮤직 비디오
이 곡의 뮤직 비디오는 2012년 11월 20일에 공개되었고, 노미 라파스가 주연한 생드니의 카이에뒤시네마에서 요나스 애커룬드가 감독을 맡았다.

## 대중문화에서
이 곡은 이언이 정식 행사에 도착하는 2012년 NBC 시리즈 《닥터 제이슨》 4회에서 흘러나왔다.
이 곡은 2013년 영화 《다이하드: 굿 데이 투 다이》의 마지막 크레딧으로 연주되었다.
이 곡은 2019년 영화 《어벤져스: 엔드게임》에서도 연주되는데, 어벤져스가 함께 모여 타임머신을 제작한다.